# 克塞格山脈

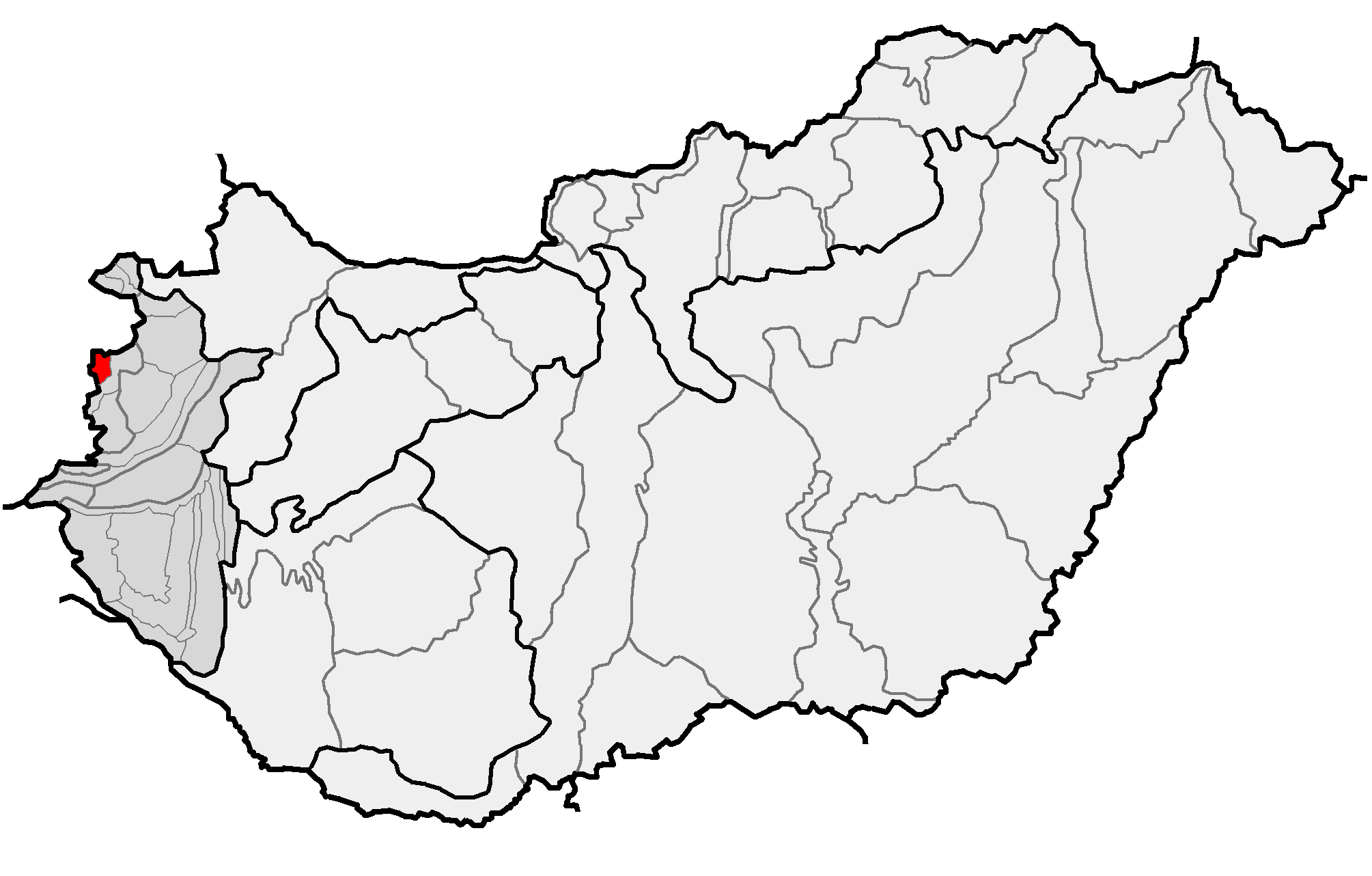

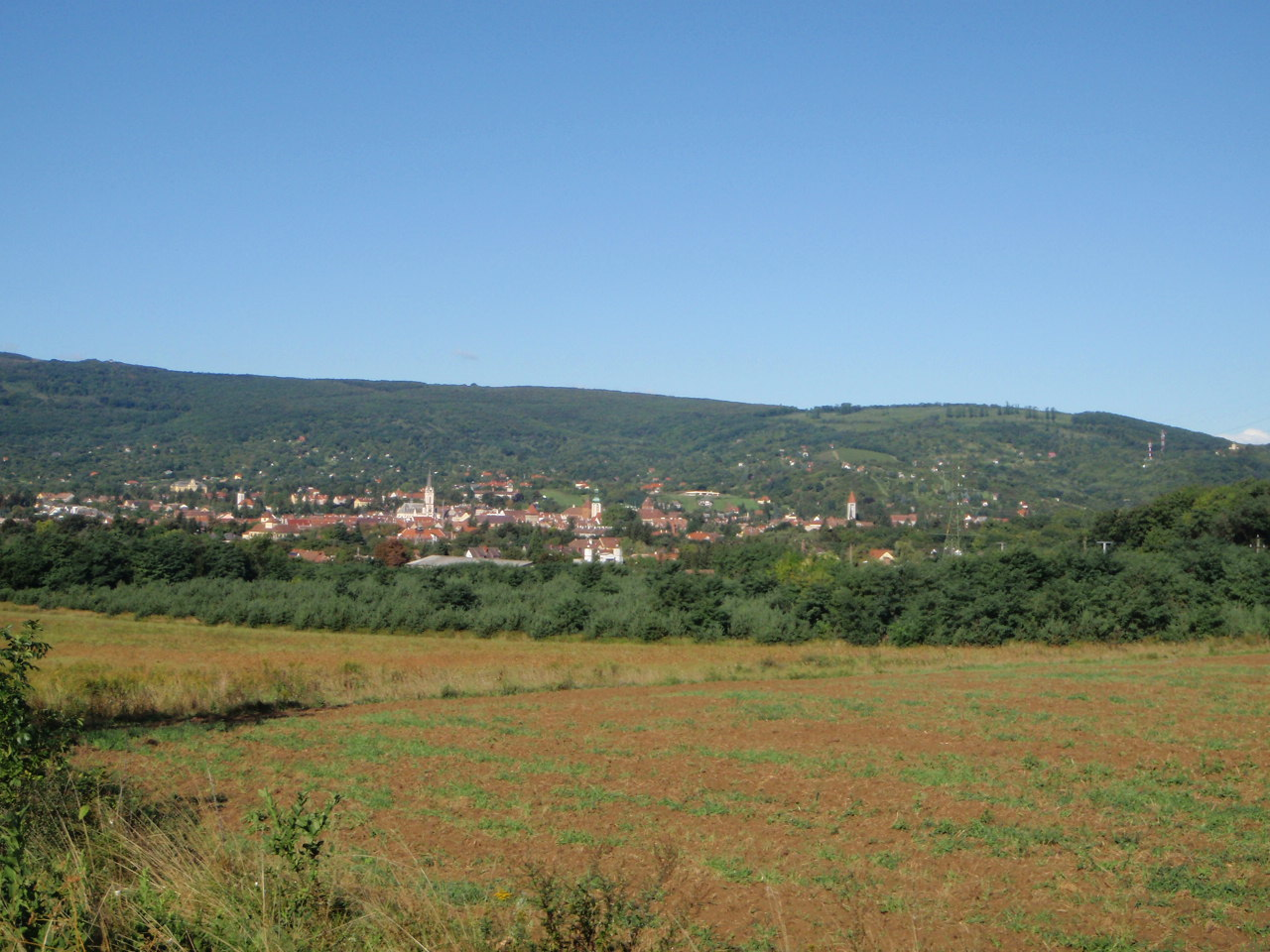

克塞格山脈是歐洲中部的山脈，位於奧地利和匈牙利接壤的邊境，屬於阿爾卑斯山的一部分，長20公里、寬15公里，面積314平方公里，最高點海拔高度883米。
47°21′36.80″N 16°24′34.03″E / 47.3602222°N 16.4094528°E